# Layout-Engine
Eine Layout-Engine wird von einem Computerprogramm verwendet, um Bild- und Textinformation für die Ausgabe am Bildschirm oder anderen geeigneten Medien aufzubereiten.
Beispiele sind das HTML-Rendering in einem Webbrowser oder das Generieren von druckfähigen Werken beim Desktop-Publishing durch Textsatz-Programme. Diese nutzen wiederum Programmbibliotheken zum Zeichnen und Layout von Textzeichen wie Pango.
Layoutmanager dagegen werden von Programmiersprachen zur Anordnung von Programmelementen verwendet.